# Paolo Pileri
Paolo Pileri (né le 31 juillet 1944 à Terni et mort le 11 février 2007 dans la même ville) était un pilote de vitesse moto italien. 

## Biographie
Paolo Pileri fut champion du monde en vitesse (1975 en 125 cm3) sur Morbidelli. Il compte 8 victoires (dont 7 en 1975) en Grand prix des championnats du monde pour 20 podiums.
Sa carrière de pilote achevée, il managea Loris Capirossi et découvrit Valentino Rossi.